# Principio de la superposición de estratos

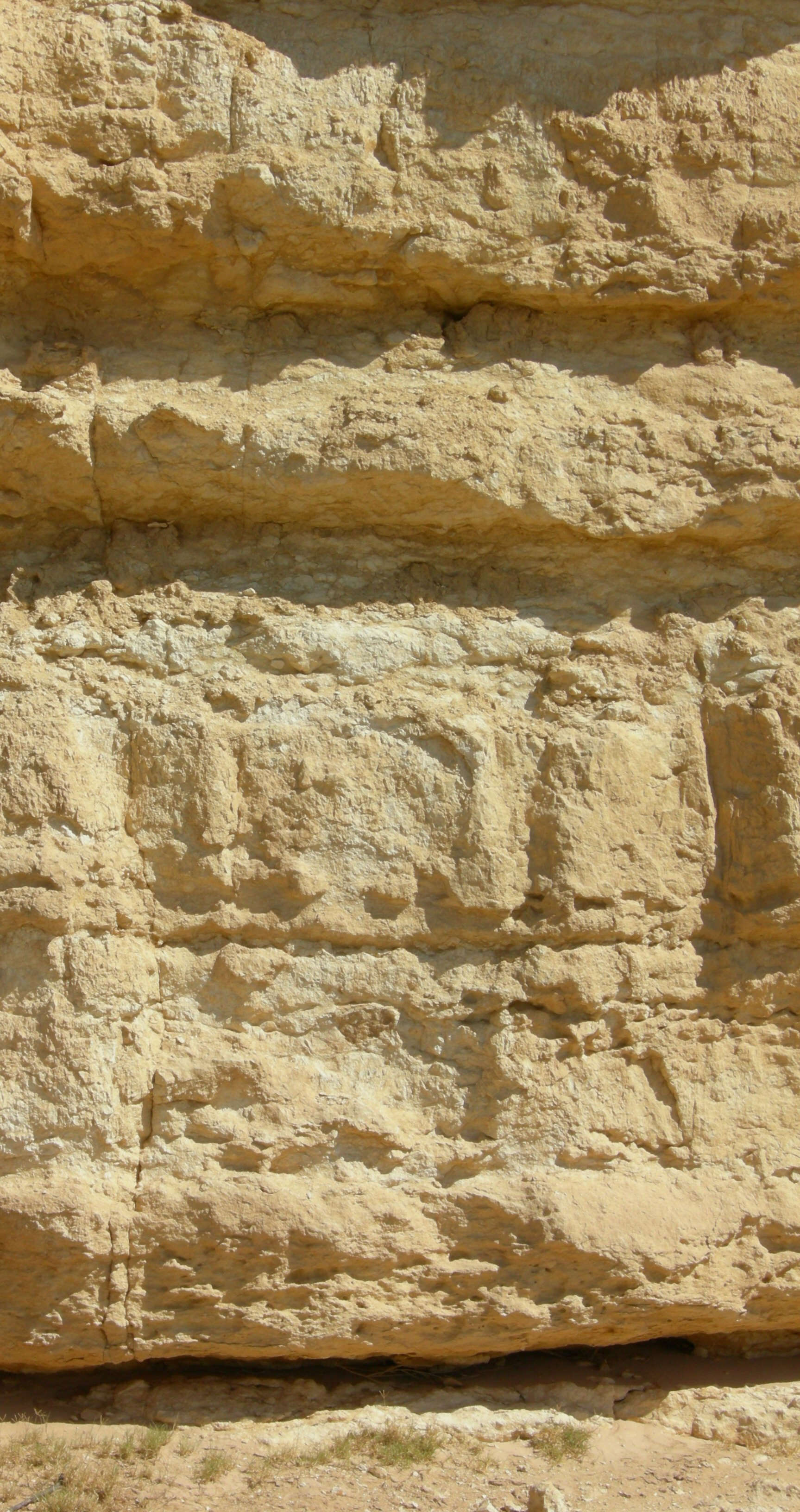
Sección estratigráfica de rocas del Jurásico que ha quedado expuesta en el makhtesh Gadol (Israel). El principio de superposición, puesto que no hay inversión de estratos, nos indica que las capas de roca inferiores son más antiguas que las superiores.

La ley de superposición de estratos o Ley de Steno es un axioma clave basado en observaciones de la historia natural, y el principio fundacional de la estratigrafía sedimentaria y por lo mismo de otras ciencias naturales dependientes de la geología:

Las capas de sedimento se depositan en una secuencia temporal, en la que las más antiguas se encuentran en posición inferior a las más recientes.

El principio fue propuesto inicialmente en el siglo XI por el geólogo persa Avicena (Ibn Sina), y fue posteriormente reformulado de forma más clara en el siglo XVII por el científico danés Nicolás Steno.
Discutiendo el origen de las montañas, Avicena destacó primeramente el principio de superposición de estratos del siguiente modo:

También es posible que haya sucedido que el mar formó fluyendo poco a poco sobre una tierra consistente tanto de llanuras como de montañas, y que posteriormente se haya retirado de ella... Es posible que, cada vez que la tierra quedó expuesta debido al reflujo del mar, se haya depositado una capa, ya que vemos que algunas montañas parecen haber sido apiladas capa por capa y por ello es probable que la arcilla de la que están formadas estuviera en algún momento ordenada por capas. Una capa se formó al principio, posteriormente, en otro periodo distinto se formó una nueva y se apiló sobre la primera, y así sucesivamente. Sobre cada capa se extiende una sustancia de un material diferente, lo que marca una división entre capas sucesivas, pero cuando tuvo lugar la petrificación sucedió algo en la partición que provocó su ruptura y la desintegración entre las capas (posiblemente se refiere a la disconformidad de estratos) ... Como en el comienzo del primer mar, su arcilla es sedimentaria o primitiva, esta última no es sedimentaria. Es probable que la arcilla sedimentaria se haya formado por la desintegración de los estratos de las montañas. De ese modo se formaron las montañas.
 Avicena, El libro de la curación  (1027)

Asumiendo que todas las rocas y minerales fueron en algún momento fluidos, Nicolás Steno razonaba que los estratos rocosos se formaron cuando las partículas presentes en un fluido como el agua se depositaban en el fondo. Este proceso formaría capas horizontales. De ese modo el principio de originalidad horizontal de Steno establece que las capas de roca se forman en posición horizontal, y que cualquier desviación de esta disposición se debe a perturbaciones posteriores. 
Se dan excepciones a este caso porque los sedimentos se deben depositar en laderas o gradientes. Estas pueden tener una pendiente que localmente alcance varios grados. No obstante lo dicho, el principio es esencialmente verdadero. Steno estableció otro principio más general que dice lo siguiente:

Cuando un cuerpo sólido es rodeado por todos sus lados por otro cuerpo sólido, de los dos cuerpos que al final se convierten en uno por el mutuo contacto, la superficie de uno expresa las propiedades de la superficie del otro.
Nicolás Steno

En otros términos: un objeto sólido hará que cualquier sólido que se forme a su alrededor se conforme con su propia forma.  
Steno fue capaz de mostrar mediante este razonamiento que los fósiles y los cristales se debían haber solidificado antes de que la roca hospedadora que los contiene se hubiera formado. Los filones y muchos cristales se han formado después de que la roca se solidificara, porque frecuentemente muestran irregularidades de forma debidas a que han tenido que conformarse con la roca circundante.  
Finalmente, en el caso de los estratos, las capas superiores de una serie de estratos conforman con la forma de los inferiores, y por lo mismo, en un conjunto de estratos, los niveles más recientes deben ser los superiores, mientras que los más antiguos serán los inferiores. Ya que los más antiguos fueron depositados primero están en el fondo y viceversa.
A partir de la observación de Steno de que los estratos rocosos se forman cuando las partículas se depositan a partir de una suspensión en un fluido, se sigue que el estrato más reciente está en la parte superior de la secuencia. No obstante, este principio también se aplica a otros tipos de rocas que no se forman en el agua, como las rocas volcánicas que se vierten en coladas. 
Steno se dio cuenta de que otros procesos geológicos podía crear excepciones aparentes para su ley de la superposición y la horizontalidad. Razonó que la formación de cuevas podía eliminar parte de las capas inferiores, y el colapso de la cueva podría transportar grandes piezas de las capas superiores hacia abajo. Reconoció que las rocas podían elevarse por fuerzas subterráneas. Los geólogos reconocen ahora que las inclinaciones, plegamientos y fallas también pueden complicar el análisis de la secuencia estratigráfica. El magma puede abrirse paso a través de las rocas circundantes y se puede intruir entre rocas antiguas, constituyendo una excepción a la ley de Steno. No obstante tales anomalías dejan evidencias físicas en las rocas perturbadas, por ejemplo, las capas de roca falladas pueden resquebrajarse, romperse o metamorfizarse a lo largo de las líneas de falla.  
La ley de Steno asigna tiempos relativos, no absolutos: dos capas de roca, en principio, se han podido formar con diferencias de millones de años o días.
El principio de superposición se complementa con otros dos: principio de la horizontalidad inicial y el principio de la continuidad lateral de los estratos, según los cuales los estratos se depositan horizontalmente y tienen la misma edad en todos sus puntos. Los principios enunciados anteriormente tienen ciertas excepciones: El principio de horizontalidad no se cumple en los bordes de cuenca sedimentaria con pendientes acusadas, como por ejemplo los taludes continentales.

## Aplicaciones de la ley de superposición

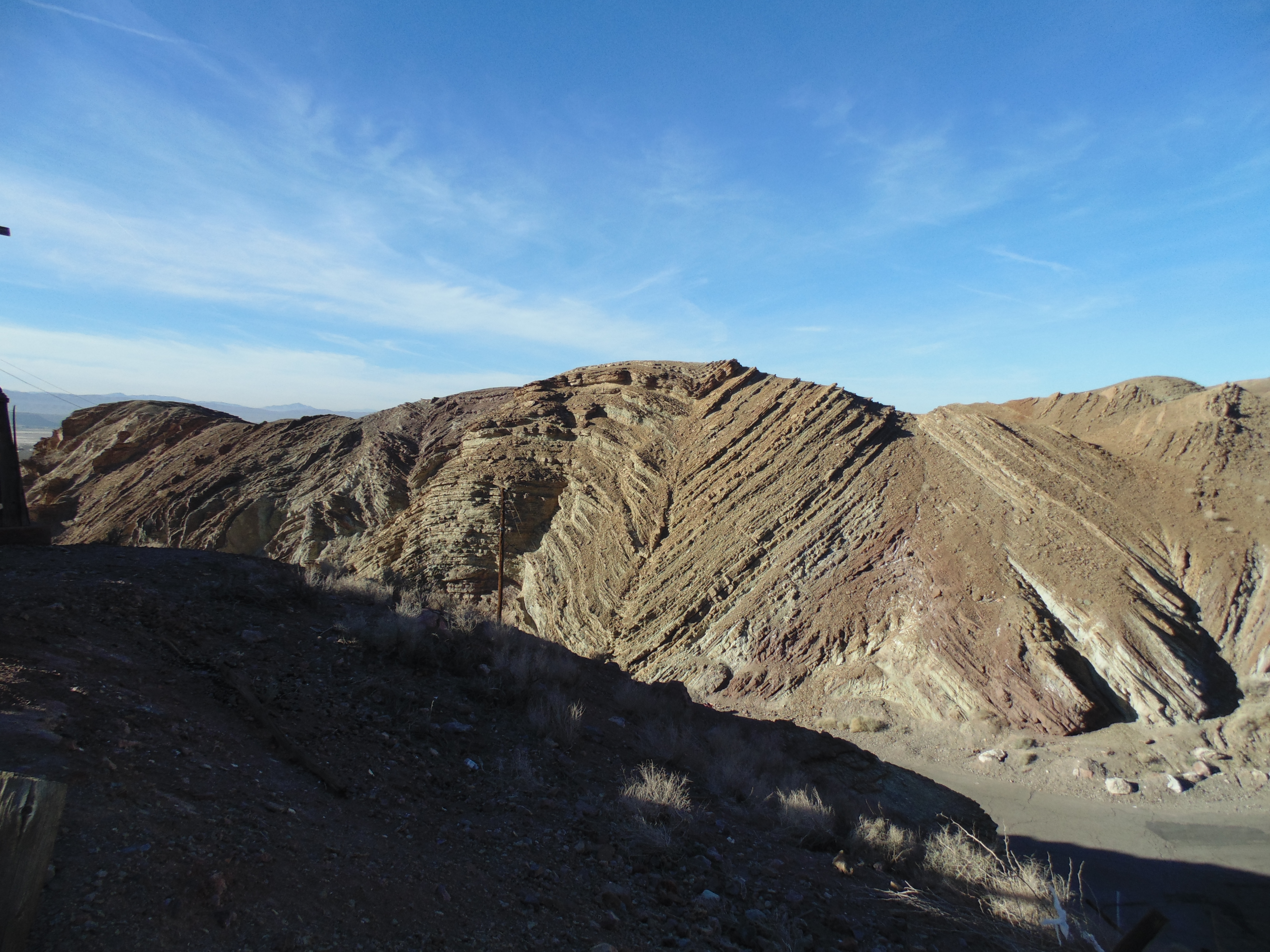
Estratos en el pueblo fantasma de Calico, EE. UU.

El propio Steno no veía ninguna dificultad en atribuir la formación de muchas rocas al diluvio universal mencionado en la Biblia. No obstante se dio cuenta de que de los dos tipos principales de rocas en los Apeninos cerca de Florencia, Italia, las capas inferiores no tenían fósiles. Sugirió que las capas superiores se habían formado en el diluvio, tras la creación de la vida, mientras que las inferiores se habían formado antes de que la vida surgiera. Este fue el primer uso de la geología para intentar distinguir diferentes períodos en la historia de la tierra – un enfoque que se desarrollaría espectacularmente en el trabajo de los científicos posteriores. 
Las fallas inversas o de compresión eran desconocidas para Steno y sus contemporáneos y no fueron descritas hasta finales del siglo XIX por Peach and Horne en Knockan Crag, Escocia, en la falla invertida de Moine. Las fallas inversas pueden provocar confusión con la ley de superposición porque se pueden dar paralelas al lecho y pueden ser difíciles de detectar, de ese modo se dan situaciones donde, paradójicamente, los estratos más antiguos pueden situarse por encima de los más recientes (cabalgamientos). 
Cuando se combina con el principio de sucesión faunística, la ley de superposición proporciona una herramienta muy potente para datar la geología de las rocas y los estratos.